# Atonalità
Si definisce atonalità la modalità di scrittura della musica, diffusasi all'inizio del XX secolo, secondo cui il compositore si allontana definitivamente dagli schemi del sistema tonale.
Con questa tecnica il singolo compositore definisce autonomamente le regole per la realizzazione della propria opera, dando maggiore importanza all'effetto prodotto dai suoni piuttosto che alla loro appartenenza ad un assegnato sistema tonale: per apprezzare un brano di musica composto secondo questi canoni, il solo ascolto è sufficiente, e non deve per forza essere integrato da uno studio dello spartito.
Nella musica atonale rimangono tuttavia presenti tutti gli altri elementi che concorrono a formare una musica, ovvero combinazioni ritmiche tra i suoni, andamenti verso l'acuto e verso il grave delle melodie, e intervalli musicali, se pur sconnessi dal cosiddetto "sistema tonale".
Per tal motivo la musica atonale potrebbe definirsi una musica più primitiva, a metà strada tra la musica puramente ritmica realizzata con soli strumenti a percussione, e la musica tonale tradizionale.

## Controversie sul termineatonalità
Per definire il punto di arrivo dell'esaurimento delle possibilità della tonalità Schönberg usava il termine pantonalità.
L'equivoco è chiarito dallo stesso Schönberg nel suo "Manuale d'armonia", pubblicato a Vienna nel 1921.
Dovrebbe essere chiaro che da questa definizione, la sola giusta, non si può dedurre nessun sensato concetto opposto che corrisponda al termine atonalità.
Un pezzo di musica sarà sempre tonale almeno nella misura in cui tra suono e suono deve sussistere una relazione in virtù della quale i suoni, giustapposti e sovrapposti, danno una successione riconoscibile come tale. La tonalità può essere allora forse non avvertibile o non dimostrabile, questi nessi possono risultare oscuri, difficilmente comprensibili o persino incomprensibili. 
Ma chiamare talune specie di rapporti atonali, è altrettanto inammissibile quanto lo sarebbe chiamare a-spettrali o a-complementari dei rapporti tra colori. Una simile antinomia non esiste. Per di più non abbiamo ancora esaminato la questione se il modo in cui le nuove sonorità si connettono non costituisca precisamente la tonalità di una serie di dodici suoni. Anzi, probabilmente è così e noi ci troviamo in una situazione simile a quella determinatasi al tempo in cui si usavano le tonalità ecclesiastiche. A questo proposito osservo che si sentiva, allora, l'effetto di una nota fondamentale, ma non si sapeva quale fosse e si provava con tutte. Qui non la si sente, ma ciò non di meno è probabile che esista. Se proprio si cercano appellativi, si potrebbe ricorrere politonale o pantonale. Ma ad ogni modo bisognerebbe stabilire se non si tratti ancora semplicemente di tonalità.»
(Arnold Schönberg, Manuale d'armonia (Vienna, 1921))